# Lega dipartimentale di Lima
La lega dipartimentale di Lima è una delle 25 leghe dipartimentali della Copa Perú, che costituiscono la quinta divisione del campionato peruviano di calcio. È organizzata dalla FPF, la federazione calcistica peruviana.

## Storia
La Lega Dipartimentale di Junín è stata fondata il 21 gennaio 1967.

## Albo d'oro
| Anno | Campione                                                                             | Città                                                                                |
| ---- | ------------------------------------------------------------------------------------ | ------------------------------------------------------------------------------------ |
| 1966 | Oscar Berckemeyer (*)                                                                | Huaral                                                                               |
| 1967 | Aurora Chancayllo                                                                    | Chancay                                                                              |
| 1968 | Social Huando                                                                        | Huaral                                                                               |
| 1969 | Walter Ormeño                                                                        | Imperial                                                                             |
| 1970 | Social Huando                                                                        | Huaral                                                                               |
| 1971 | Atl. Independiente                                                                   | Cañete                                                                               |
| 1972 | Juventud La Palma                                                                    | Huacho                                                                               |
| 1973 | Unión Huaral                                                                         | Huaral                                                                               |
| 1974 | Atl. Independiente                                                                   | Cañete                                                                               |
| 1975 | Dep. Municipal                                                                       | Barranca                                                                             |
| 1976 | Juventud La Palma                                                                    | Huacho                                                                               |
| 1977 | Atl. Chalaco                                                                         | Cañete                                                                               |
| 1978 | Atl. Independiente                                                                   | Cañete                                                                               |
| 1979 | Atl. Independiente                                                                   | Cañete                                                                               |
| 1980 | Atl. Independiente                                                                   | Cañete                                                                               |
| 1981 | Atl. Independiente                                                                   | Cañete                                                                               |
| 1982 | Juventud La Joya                                                                     | Chancay                                                                              |
| 1983 | Bella Esperanza                                                                      | Cerro Azul                                                                           |
| 1984 | Telefunken 20                                                                        | Huaral                                                                               |
| 1985 | Bella Esperanza                                                                      | Cerro Azul                                                                           |
| 1986 | Bella Esperanza                                                                      | Cerro Azul                                                                           |
| 1987 | Bella Esperanza                                                                      | Cerro Azul                                                                           |
| 1988 | No se disputó la final entre Atl. Soledad (Paramonga) y Asociación Empleados (Mala). | No se disputó la final entre Atl. Soledad (Paramonga) y Asociación Empleados (Mala). |
| 1989 | Sport Los Dinámicos                                                                  | Chancay                                                                              |
| 1990 | No se disputó la final entre Alfonso Ugarte (Huaura) y Juan Bazalar Lamas (Huacho).  | No se disputó la final entre Alfonso Ugarte (Huaura) y Juan Bazalar Lamas (Huacho).  |
| 1991 | No se disputó la final entre Unión Supe y Atl. Real Mala.                            | No se disputó la final entre Unión Supe y Atl. Real Mala.                            |
| 1992 | San José de Manzanares                                                               | Huacho                                                                               |
| 1993 | Sporting Cristal                                                                     | Supe Puerto                                                                          |
| 1994 | Atl. Independiente                                                                   | Cañete                                                                               |

| Anno | Campione                               | Città                |
| ---- | -------------------------------------- | -------------------- |
| 1995 | San José de Manzanares                 | Huacho               |
| 1996 | Deportivo AELU                         | Lima                 |
| 1997 | San José de Manzanares                 | Huacho               |
| 1998 | Telefunken 20                          | Huaral               |
| 1999 | Aurora Chancayllo                      | Chancay              |
| 2000 | Aurora Chancayllo                      | Chancay              |
| 2001 | Dep. La Esmeralda                      | Cañete               |
| 2002 | Juventud Torre Blanca                  | Chancay              |
| 2003 | Nicolás de Piérola                     | Huacho               |
| 2004 | Juventud Torre Blanca                  | Chancay              |
| 2005 | Atl. Minero                            | Casapalca            |
| 2006 | Hijos de Acosvinchos                   | Lima                 |
| 2007 | Cooperativa Bolognesi                  | Lima                 |
| 2008 | Íntimo Cable Visión                    | Lima                 |
| 2009 | Juventud La Rural                      | Lima                 |
| 2010 | Juventud Barranco                      | Huacho               |
| 2011 | Estudiantes Condestable                | Mala                 |
| 2012 | Dep. Municipal                         | Lima                 |
| 2013 | Aipsa                                  | Paramonga            |
| 2014 | Aurora Chancayllo                      | Chancay              |
| 2015 | Dep. Independiente Miraflores (D.I.M.) | Lima                 |
| 2016 | Venus                                  | Huacho               |
| 2017 | Defensor Laure Sur                     | Chancay              |
| 2018 | Defensor Laure Sur                     | Chancay              |
| 2019 | Maristas                               | Huacho               |
| 2022 | Paz Soldán FBC                         | Aucallama            |
| 2023 | Dep. Huracán                           | Santa Rosa de Quives |
| 2024 |                                        |                      |

(*) Oscar Berckemeyer cambia denominazione a Jesús del Valle

### Titoli per club
| Squadra                                         | Titoli |
| ----------------------------------------------- | ------ |
| Independiente de Cañete (San Vicente de Cañete) | 7      |
| Aurora Chancayllo (Chancay)                     | 4      |
| Bella Esperanza (Cerro Azul)                    | 4      |
| San José de Manzanares (Huacho)                 | 3      |
| Social Huando (Huaral)                          | 2      |
| Juventud La Palma (Huacho)                      | 2      |
| Juventud Torre Blanca (Chancay)                 | 2      |
| Defensor Laure Sur (Chancay)                    | 2      |
| Telefunken 20 (Huaral)                          | 2      |
| Jesús del Valle (*)                             | 1      |
| Walter Ormeño (Imperial)                        | 1      |
| Unión Huaral                                    | 1      |
| Dep. Municipal (Barranca)                       | 1      |
| Atl. Chalaco (Cañete)                           | 1      |
| Juventud La Joya (Chancay)                      | 1      |
| Sport Los Dinámicos (Chancay)                   | 1      |
| Sporting Cristal (Supe Puerto)                  | 1      |
| Deportivo AELU                                  | 1      |
| Dep. La Esmeralda (Cañete)                      | 1      |
| Nicolás de Piérola (Huacho)                     | 1      |
| Atl. Minero (Casapalca)                         | 1      |
| Hijos de Acosvinchos                            | 1      |
| Cooperativa Bolognesi                           | 1      |
| Íntimo Cable Visión                             | 1      |
| Juventud La Rural                               | 1      |
| Juventud Barranco (Huacho)                      | 1      |
| Estudiantes Condestable (Mala)                  | 1      |
| Dep. Municipal                                  | 1      |
| Aipsa (Paramonga)                               | 1      |
| Dep. Independiente Miraflores (D.I.M.)          | 1      |
| Venus (Huacho)                                  | 1      |
| Maristas (Huacho)                               | 1      |
| Paz Soldán FBC (Aucallama)                      | 1      |
| Dep. Huracán (Santa Rosa de Quives)             | 1      |